# Геофізична зброя
Геофізична зброя — гіпотетична зброя, об'єктом впливу якої є навколишнє природне (геофізична) середовище — гідросфера, літосфера, приземні шари атмосфери, озоносфера, магнітосфера, іоносфера, навколоземний космічний простір.

## Загальна характеристика
Ідея геофізичної зброї полягає в тому, щоб створити механізм штучного викликання і націлювання на певні райони руйнівних природних катаклізмів. Серед таких природних катаклізмів називають:
- землетруси, тектонічні зрушення і розломи, виверження вулканів і викликані ними вторинні катастрофи (наприклад, цунамі). Геофізичну зброю, орієнтовану на використання як вражального фактора цих катаклізмів, зазвичай називають «тектонічною зброєю»[1];
- атмосферні катастрофи (торнадо, тайфуни, смерчі, зливи), а також загальний стан клімату на певній території (посухи, заморозки, ерозія). Зброю, яка могла б викликати їх, називають «кліматичною зброєю»;
- руйнування озонового шару над окремими територіями (створення «озонових дір»), з метою «випалювання» й опромінення природною радіацією Сонця (озонна зброя);
- вплив на водні ресурси (повені, цунамі, шторми, селі, снігові лавини);
- вплив на екологію (екологічна (біосферна) зброя).

Вважається, що можливість таємного застосування геофізичної зброї невелика, оскільки багато країн, зокрема США, Росія, Німеччина, Франція, Велика Британія і Японія мають різноманітні системи моніторингу навколишнього середовища.

## Існування
Нині не існує офіційних підтверджень існування геофізичної зброї або її розробки в тих чи інших державах. Разом з тим, відомо, що діючи на процеси в нижніх шарах атмосфери, можливо спровокувати проливні дощі, град, тумани. Утворюючи затори на річках і каналах, викликають повені, затоплення, порушення судноплавства, руйнування гідроспоруд. Вивчається можливість зміни температури повітря шляхом розпилення речовин, які поглинають енергію сонця, зменшуючи кількість опадів. Для дії на природні процеси можуть використовуватись хімічні речовини: йодисте срібло, карбамід, тверда вуглекислота, вугільний порох, сполуки брому, фтору.
Можливе використання потужних генераторів електромагнітних випромінювань, теплових генераторів й інших технічних засобів.